# Montdony
El Montdony és un curs d'aigua de la Catalunya del Nord, d'orientació nord - sud. És un curs d'aigua de la comarca del Vallespir, de règim torrencial, que neix en el vessant nord de la carena dels Pirineus, en el terme dels Banys d'Arles i Palaldà i davalla cap a fer de límit comunal entre el terme esmentat i el de Reiners. Després torna a entrar del tot en el terme dels Banys d'Arles i Palaldà, i va a abocar-se en el Tec just a l'extrem de llevant del poble dels Banys d'Arles.
Neix a l'antic terme de Montalbà, actualment integrat en el dels Banys d'Arles i Palaldà, al nord-oest de l'Avetosa i al sud-est del Molí Serrador, i discorre sobretot pel terme dels Banys d'Arles i Palaldà, dins del qual ocupa el sector de llevant, però el seu curs mitjà fa de termenal entre aquesta comuna i la de Reiners.
En aquest riu hi ha les gorgues de Montdony, als Banys d'Arles.

## Toponímia
El riu pren el seu nom del castell del mateix nom que existia al Roc de Sant Salvador, situat a la part superior de la conca. Al segle xi apareixen per la primera vegada en textos les formes Monte Domino i Monte Donno i Castrum Monte Domno. El mot llatí Castrum significa "castell". El mot Mons pot designar tant un mont o munt com un castell situat a una altura.
La segona part del nom és més problemàtica. Sens dubte, és el nom d'un propietari, sense que ningú pugui discernir si aquest es deia Dominus, Domnus o Donnus. La n es va palatalitzar gradualment, hi ha formes Doin i Doyn al segle xii i Montdony el 1400; el t intermediari tendeix a desaparèixer més tard. Una altra hipòtesi suggereix el significat del munt de la torre de l'homenatge o donjon.